# Fritz Farlig
 Fritz Farlig  er en farlig forbryder med stort korpus og overskæg, som er en fjende af Mickey Mouse og ofte kæmper for at overtage herredømmet over verden eller et land. Har ved lejligheder allieret sig med Øjvind Ørn.